# Miletus phradimon
Miletus phradimon är en fjärilsart som beskrevs av Hans Fruhstorfer 1915. Miletus phradimon ingår i släktet Miletus och familjen juvelvingar. Inga underarter finns listade i Catalogue of Life.